# 化有勋
化有勋（1952年—），男，汉族，河南许昌人，中华人民共和国政治人物，第十一届全国人民代表大会河南地区代表。

## 生平
化有勋毕业于郑州大学政治专业。1974年加入中国共产党。曾任漯河市源汇区区长、舞阳县县长、县委书记、漯河市副市长（1994.05—1998.03）、信阳市委常委、济源市市长（2003.02—2004.02）、驻马店市市长（2004.02—2008.03）、驻马店市委书记（2008.03—2011.5）。2008年起担任全国人大代表。2011年7月，任河南省政协民族和宗教委员会主任。